# Сестри (фільм, 2015)
«Сестри» (англ. Sisters) — американська кінокомедія режисера Джейсона Мура, що вийшла 2015 року. У головних ролях Тіна Фей, Емі Полер, Мая Рудольф.
Уперше фільм продемонстрували 12 грудня 2015 року у Великій Британії. В Україні у широкому кінопрокаті показ фільму розпочався 7 січня 2016 року.

## Сюжет
Діана і Бакі Елліс повідомляють своїй донці Морі, що вони збираються продати свій будинок в Орландо, тому хочуть, щоб вона приїхали разом зі сестрою і поприбирали свою дитячу кімнату. Проте приїхавши, сестри дізнаються, що будинок вже продано і залишилось лише забрати їхні речі. Ходячи будинком і перекидаючи свої речі, у них виникла божевільна ідея — зробити прощальну вечірку.

## Творці фільму

### У ролях
| Актор          | Роль                                         |
| -------------- | -------------------------------------------- |
| Тіна Фей       | Кейт Елліс, стилістка, сестра Мори           |
| Емі Полер      | Мора Елліс, медсестра, сестра Кейт           |
| Мая Рудольф    | Бринда, знайома Мори і Кейт зі старшої школи |
| Айк Берінголц  | Джеймс, хлопець Мори                         |
| Даян Віст      | Діана Елліс, мати Мори і Кейт                |
| Джеймс Бролін  | Бакі Елліс, батько Мори і Кейт               |
| Джон Легвізамо | Дейв, колишній однокласник Мори і Кейт       |
| Джон Сіна      | Пазузу, наркодилер                           |

### Знімальна група
- Кінорежисер — Джейсон Мур
- Сценарист — Паула Пелл
- Кінопродюсери — Тіна Фей і Джей Роуч
- Виконовчі продюсери — Браян Белл, Емі Полер і Джефф Річмонд
- Композитор — Крістоф Бек
- Кінооператор — Баррі Петерсон
- Кіномонтаж — Лі Гекселл
- Підбір акторів — Керрі Барден і Пол Шні
- Художник-постановник — Річард Гувер
- Артдиректори — Одра Ейвері і Джордан Джейкобс
- Художник по костюмах — С'юзан Ліолл[6].

## Сприйняття

### Оцінки
Фільм отримав змішано-позитивні відгуки: Rotten Tomatoes дав оцінку 60 % на основі 137 відгуків від критиків (середня оцінка 5,9/10) і 61 % від глядачів зі середньою оцінкою 3,5/5 (31 626 голосів). Загалом на сайті фільми має позитивний рейтинг, фільму зарахований «стиглий помідор» від кінокритиків і «попкорн» від глядачів, Internet Movie Database — 6,4/10 (14 694 голоси), Metacritic — 58/100 (36 відгуків критиків) і 6,4/10 від глядачів (78 голосів). Загалом на цьому ресурсі від критиків фільм отримав змішані відгуки, а від глядачів — позитивні.

### Касові збори
Під час показу в Україні, що розпочався 7 січня 2016 року, протягом першого тижня на фільм було продано 31 284 квитки, фільм був показаний у 85 кінотеатрах і зібрав 2 065 967 ₴, або ж 88,478 $, що на той час дозволило йому зайняти 5 місце серед усіх прем'єр.
Під час показу у США, що розпочався 18 грудня 2015 року, протягом першого тижня фільм був показаний у 2 962 кінотеатрах і зібрав 13 922 855 $, що на той час дозволило йому зайняти 3 місце серед усіх прем'єр. Станом на 24 січня 2016 року показ фільму триває 38 днів (5,4 тижня) і зібрав за цей час у прокаті у США 85 807 610 доларів США (за іншими даними 84 807 610 $), а у решті світу 13 665 354 $ (за іншими даними 13 700 000 $), тобто загалом 99 472 964 долари США (за іншими даними 98 507 610 $) при бюджеті 30 млн доларів США.

### Нагороди і номінації
| Нагороди і номінації фільму «Сестри» | Нагороди і номінації фільму «Сестри»             | Нагороди і номінації фільму «Сестри» | Нагороди і номінації фільму «Сестри» | Нагороди і номінації фільму «Сестри» |
| Рік                                  | Нагорода                                         | Категорія                            | Номінант                             | Результат                            |
| ------------------------------------ | ------------------------------------------------ | ------------------------------------ | ------------------------------------ | ------------------------------------ |
| 2016                                 | Кінонагорода Асоціації телевізійних кінокритиків | Найкраща комедія                     | стрічка                              | Номінація                            |
| 2016                                 | Кінонагорода Асоціації телевізійних кінокритиків | Найкраща акторка у комедії           | Тіна Фей                             | Номінація                            |

### Виноски
1. 1 2  Sisters: Release Info (англ.). Internet Movie Database. Процитовано 2 січня 2016.
2. 1 2  Сестри. Kino-teatr.ua. Процитовано 2 січня 2016.
3. 1 2 3 4 5 6  Sisters (англ.). Box Office Mojo. Процитовано 26 січня 2016.
4. 1 2 3 4  Sisters (2015) (англ.). The Numbers. Процитовано 26 січня 2016.
5. 1 2  Sisters (англ.). Internet Movie Database. Процитовано 26 січня 2016.
6. ↑  Sisters: Full Cast & Crew (англ.). Internet Movie Database. Процитовано 2 січня 2016.
7. ↑  Sisters (англ.). Rotten Tomatoes. Процитовано 26 січня 2016.
8. ↑  Sisters (англ.). Metacritic. Процитовано 26 січня 2016.
9. 1 2 3  Бокс-Офіс 1: Приємні помилки. Kino-teatr.ua. Процитовано 13 січня 2016.
10. 1 2  Sisters — Ukraine Weekend Box Office (англ.). Box Office Mojo. Процитовано 13 січня 2016.
11. ↑  Sisters: Awards (англ.). Internet Movie Database. Процитовано 2 січня 2016.